# Maihueniopsis wagenknechtii
Maihueniopsis wagenknechtii ist eine Pflanzenart in der Gattung Maihueniopsis aus der Familie der Kakteengewächse (Cactaceae). Das Artepitheton wagenknechtii ehrt den aus Deutschland stammenden und in Chile lebenden Kakteensammler Rudolfo Wagenknecht.

## Beschreibung
Maihueniopsis wagenknechtii bildet dichte Polster. Die verlängerten bis eiförmigen, nicht gehöckerten Triebabschnitte sind bläulich grün und laufen stark spitz zu. Sie sind  bis zu 7 Zentimeter lang und weisen Durchmesser von 1,5 bis 2 Zentimeter auf. Die weißfilzigen, etwas eingesenkten Areolen weisen Durchmesser von 1,5 bis 3 Millimeter auf. Die Areolen im unteren Bereich der Triebabschnitte sind mit Büscheln aus honigfarbenen Glochiden besetzt. Die aus ihnen entspringenden fünf bis sieben weißen Dornen sind dunkelbraun gespitzt. Sie sind drehrund, waagerecht abstehend oder etwas abwärts gebogen und bis zu 2 Zentimeter lang. 
Über die Blüten und Früchte ist nichts bekannt.

## Verbreitung und Systematik
Maihueniopsis wagenknechtii ist in den Anden der chilenischen Region Coquimbo in Höhenlagen von 2000 Metern verbreitet.
Die Erstbeschreibung erfolgte 1980 durch Friedrich Ritter. Ein nomenklatorisches Synonym ist Opuntia wagenknechtii (F.Ritter) D.R.Hunt (1997).

## Nachweise